# Mark Scanlon
Mark Scanlon (nascido em 10 de outubro de 1980) é um ex-ciclista de estrada profissional irlandês que competiu no ciclismo nos Jogos Olímpicos de Verão de 2004, representando a Irlanda.